# Heinrich Hollreiser
Heinrich Hollreiser (München, 24 juni 1913 - Scheffau am Wilden Kaiser, 24 juli 2006) was een Duitse dirigent.
Hollreiser werd opgeleid aan de Hochschule für Musik und Theater München, en begon daarna een muzikale carrière als dirigent bij allerlei hoofdzakelijk Duitse orkestgezelschappen. Hij was gastdirigent bij onder andere de Berliner Philharmoniker.

In 1951 werd hij de hoofddirigent van de Oostenrijkse Wiener Staatsoper. Dit bleef hij tot in 1994; in totaal leidde hij dit orkest meer dan duizend keer.
Heinrich Hollreiser overleed precies een maand na zijn 93ste verjaardag.
- Bibsys: 8063201
- Biblioteca Nacional de España: XX851779
- Bibliothèque nationale de France: cb13895291q (data)
- CiNii: DA08383344
- Gemeinsame Normdatei: 116964839
- International Standard Name Identifier: 0000 0001 1606 2503
- Library of Congress Control Number: n82056802
- Nationale Bibliotheek van Letland: 000308101
- MusicBrainz: 00ee04ff-3940-47c2-be78-de04da30abed
- Nationale Bibliotheek van Tsjechië: pna2006337874
- Nationale bibliotheek van Australië: 35712458
- Nationale Bibliotheek van Israël: 987007341507205171
- Nationale Bibliotheek van Polen: a0000002782935
- Nederlandse Thesaurus van Auteursnamen: 10481716X
- SNAC: w6z0395m
- Système universitaire de documentation: 080493513
- Trove: 1053389
- Virtual International Authority File: 22327545
- WorldCat: E39PBJk4DQhCkrtdGh7pxThj4q